# Pentecost
Pentecost è un cortometraggio del 2011 scritto e diretto da Peter McDonald.
Si tratta della prima prova da regista dell'attore irlandese ed ha ricevuto una nomination agli Oscar 2012 per il miglior cortometraggio.

## Trama
Irlanda, 1977. L'undicenne Damien sta scontando una punizione impostagli dal padre per aver fatto cadere il sacerdote dall'altare durante una messa dove faceva il chierichetto: il ragazzino, grande appassionato di calcio, non potrà più seguire la sua squadra del cuore per tre mesi. Quando il Liverpool arriva alla sua prima finale di coppa europea, il padre dà a Damien un'altra possibilità: potrà guardare la finale se riuscirà a farsi perdonare facendo nuovamente il chierichetto all'importante messa della pentecoste.

## Distribuzione
Il film è stato presentato negli Stati Uniti il 4 marzo 2011 in occasione del Chicago Irish Film Festival, mentre in Irlanda il 4 dicembre dello stesso anno al Corona Cork Film Festival. Il corto è entrato nelle Official Selection del Tribeca Film Festival 2011 e dell'IndieLisboa International Film Festival 2011.

## Riconoscimenti
- 2012 – Premio Oscar
  - Nomination Miglior cortometraggio
- 2011 – Premio IFTA
  - Nomination Best Short Film[3]